# БМП-23
БМП-23 — болгарская боевая машина пехоты 1980-х годов, созданная на базе советской САУ 2С1 «Гвоздика» (в свою очередь, созданной на шасси бронетранспортёра-тягача МТ-ЛБ), производившихся по лицензии в Болгарии.

## История
БМП-23 была разработана в 1980е годы Научно-исследовательским техническим институтом в городе Казанлык, её производство было освоено на трёх предприятиях города Червен-Бряг (основное производство находилось на машиностроительном комбинате "Девети май", два других предприятия города изготавливали элементы ходовой части, отдельные узлы, агрегаты и запасные части).
Была впервые показана на военном параде в 1984 году.
В 1990е годы государственное предприятие "Девети май" было преобразовано в акционерное общество "Бета", в условиях экономического кризиса в 1997 году было принято решение о прекращении производства БМП-23.
Всего было выпущено 115 БМП-23 в нескольких модификациях.
В ходе войны в Ираке БМП-23 и БРДМ-2 находились на вооружении болгарского военного контингента в Ираке.
По состоянию на 2007 год, на вооружении болгарской армии оставалось 114 БМП-23.

## Описание
БМП-23 существенно отличается от БМП-1 и больше похожа на БМП-2. Корпус разработан на базе корпуса машины 2С1 «Гвоздика», но с более толстой броней. «Гвоздика» является бо́льшим по размеру транспортным средством чем БМП-1, и поэтому внутри неё, не так тесно, как в БМП-1. Броня из литой стали, которая способна выдержать огонь тяжёлых пулемётов. Башня вооружена 23-мм пушкой и двумя-четырьмя ракетами 9М111 «Фагот» или 9М113 «Конкурс».
Мощность двигателя ЯМЗ-238Н увеличена до 315 л.с..

## Модификации
- БМП-23 — базовая модификация, с башней болгарской разработки с 23-мм пушкой 2А14 и пусковой установкой ПТУР 9К11 «Малютка»
- БМП-23А — улучшенная модификация, с 81-мм дымовыми гранатомётами 902В "Туча" на бортах башни и заменой ПТУР на 9М111 «Фагот»[1]
- БРМ-23 — боевая разведывательная машина на базе БМП-23, с дополнительными средствами наблюдения и связи, уменьшенным числом амбразур в корпусе и экипажем из пяти человек[1]
- БМП-30 — вариант БМП-23А, созданный в 1990е годы; масса увеличена до 15,3 тонн, установлена башня от БМП-2 с 30-мм пушкой 2А42 и ПТУР 9М113 «Конкурс»[1]

## Страны-эксплуатанты
- Болгария: 70 БМП-23 на вооружении по состоянию на 2024 год[5].

## Музейные экспонаты
- Национальный музей военной истории в Софии: одна БМП-23 и одна БМП-30